# جسیکا آلبا
جسیکا مری آلبا (به انگلیسی: Jessica Marie Alba؛ زادهٔ ۲۸ آوریل ۱۹۸۱) بازیگر، تاجر و کارآفرین آمریکایی است. او حضور در سینما و تلویزیون را در سن ۱۳ سالگی با بازی در فیلم کمپ ناکجاآباد و دنیای مخفی الکس مک آغاز کرد و در ۱۹ سالگی با بازی به عنوان بازیگر نقش اول سریال تلویزیونی فرشته تاریکی (۲۰۰۰–۲۰۰۲) به شهرت رسید و برای آن نامزد گلدن گلوب شد. جسیکا با بازی در فیلم هانی به موفقیت چشمگیری دست یافت. او خیلی زود جایگاه خود را به عنوان یک بازیگر هالیوودی تثبیت کرد و تا به امروز در فیلم‌هایی به ایفای نقش پرداخته که از رتبه‌های بالایی در باکس آفیس برخوردار بوده‌اند، از جمله چهار شگفت‌انگیز (۲۰۰۵)، چهار شگفت‌انگیز: قیام موج‌سوار نقره‌ای (۲۰۰۷)، موفق باشی چاک (۲۰۰۷)، چشم (۲۰۰۸)، روز والنتاین (۲۰۱۰)، فاکرهای کوچک (۲۰۱۰)، و مکانیک: رستاخیز (۲۰۱۶).
مجلاتی از جمله منز هلث، ونتی فر و اف‌اچ‌ام او را در فهرست زیباترین زنان جهان قرار داده‌اند. آلبا همچنین به‌طور پی در پی در بخش (به انگلیسی: Hot 100) مجله ماکسیم ظاهر شده‌است.با این وجود او بازیگری نیست که در فیلم برهنه شود و به گفته خودش خط‌قرمزهایی دارد که از آنها عبور نمی‌کند. او در سال ۲۰۰۷ توسط مجله FHM به عنوان جذاب‌ترین زن جهان شناخته شد.

## فیلم‌شناسی

### فیلم
| سال  | عنوان                               | نقش                      | کارگردان(ان)                 | توضیحات      |
| ---- | ----------------------------------- | ------------------------ | ---------------------------- | ------------ |
| ۱۹۹۴ | کمپ ناکجاآباد                       | گیل                      |                              |              |
| ۱۹۹۹ | پی.یو.ان.کی.اس                      | سامانتا سووبودا          |                              |              |
| ۱۹۹۹ | هرگز بوسیده نشده                    | کیرستن لیوزیس            |                              |              |
| ۱۹۹۹ | دست‌های بیکار                        | مالی                     |                              |              |
| ۲۰۰۰ | پارانوئید                           | کلوئی                    | جان دایگن                    |              |
| ۲۰۰۳ | لغتنامه هم‌خوابگی                    | سلیما                    |                              |              |
| ۲۰۰۳ | هانی                                | هانی دنیلز               | بیله وودراف                  |              |
| ۲۰۰۵ | شهر گناه                            | ننسی کلهن                | رابرت رودریگز و فرانک میلر   |              |
| ۲۰۰۵ | چهار شگفت‌انگیز                      | سو استورم/زن نامرئی      | تیم استوری                   |              |
| ۲۰۰۵ | در درون دریا                        | سم                       | جان استاکول                  |              |
| ۲۰۰۷ | ده                                  | لیز آن بلیزر             |                              |              |
| ۲۰۰۷ | باردار                              | خودش                     | جاد اپتاو                    | حضور افتخاری |
| ۲۰۰۷ | چهار شگفت‌انگیز: قیام موج‌سوار نقره‌ای | سو استورم/زن نامرئی      | تیم استری                    |              |
| ۲۰۰۷ | موفق باشی چاک                       | کام وکسلر                | مارک هلفریک                  |              |
| ۲۰۰۷ | بیل را ملاقات کن                    | لوسی                     |                              |              |
| ۲۰۰۷ | بیدار                               | سم لاک‌وود                | جوبی هارولد                  |              |
| ۲۰۰۸ | چشم                                 | سیدنی ولز                | David Moreau & Xavier Palud  |              |
| ۲۰۰۸ | استاد عشق                           | جین بولارد               |                              |              |
| ۲۰۱۰ | قاتل درون من                        | جویس لیک‌لند              | مایکل وینترباتم              |              |
| ۲۰۱۰ | روز والنتاین                        | مورلی کلارکسون           | گری مارشال                   |              |
| ۲۰۱۰ | ماشته                               | مأمور ویژه سارتانا ریورا | رابرت رودریگز و ایتن منیکویس |              |
| ۲۰۱۰ | ماشته                               | ماریسا ریورا             | رابرت رودریگز و ایتن منیکویس | صحنه حذف شده |
| ۲۰۱۰ | نشانه نامرئی خودم                   |                          |                              |              |
| ۲۰۱۰ | فاکرهای کوچک                        | اندی گارسیا              | پال وایتز                    |              |
| ۲۰۱۱ | بچه‌های جاسوس: همه زمان در جهان      | ماریسا ویلسون            | رابرت رودریگز                |              |
| ۲۰۱۲ | مارتین اسکورسیزی کلوچه می‌خورد       | خودش                     |                              |              |
| ۲۰۱۳ | ای.سی.او.دی                         | میشل                     |                              |              |
| ۲۰۱۳ | فرار از سیاره زمین                  | لنا (صداپیشه)            | کال برانکر                   | صداپیشه      |
| ۲۰۱۳ | ماچته می‌کشد                         | سارتانا                  | رابرت رودریگز                | حضور افتخاری |
| ۲۰۱۴ | شهر گناه: بانویی که به خاطرش می‌کشم  | نانسی کالاهان            | رابرت رودریگز و فرانک میلر   |              |
| ۲۰۱۴ | استرچ                               | چارلی                    |                              |              |
| ۲۰۱۴ | نوعی زیبایی                         | کیت                      | تام وان                      |              |
| ۲۰۱۵ | غیرمرگبار                           | ویکتوریا ناکس            | کایل نیومن                   |              |
| ۲۰۱۵ | دارودسته                            | خودش                     | داگ الین                     | حضور افتخاری |
| ۲۰۱۶ | حجاب                                | مگی پرایس                |                              |              |
| ۲۰۱۶ | النور عزیز                          | دیزی                     | جاستین ریردان                |              |
| ۲۰۱۶ | مکانیک: رستاخیز                     | جینا                     | دنیس گانزل                   |              |
| ۲۰۱۷ | راه کریسمس                          | بت فلاورز                |                              |              |
| ۲۰۱۹ | قاتلین ناشناس                       | جید                      | مارتین اوون                  |              |
| ۲۰۲۴ | هشدار شلیک                          | پارکر                    | مولی سوریا                   |              |

### موزیک ویدئو
| سال  | عنوان              | هنرمند(های)                      | نقش                |
| ---- | ------------------ | -------------------------------- | ------------------ |
| ۲۰۰۸ | "ما همان هستیم"    | ویل.آی.ام                        | خودش               |
| ۲۰۱۰ | "من فقط سکس داشتم" | د لنلی آیلند                     | معشوق جورما تاکونی |
| ۲۰۱۵ | "کینه"             | تیلور سوئیفت با حضور کندریک لمار | دومینو             |

### بازی‌های ویدیویی
| سال  | عنوان          | نقش                 | یادداشت‌ها                           |
| ---- | -------------- | ------------------- | ----------------------------------- |
| ۲۰۰۲ | فرشته تاریکی   | مکس گوارا           | بر اساس مجموعه‌تلویزیونی با همین نام |
| ۲۰۰۵ | چهار شگفت‌انگیز | سو استورم/زن نامرئی | بر اساس فیلمی به همین نام           |